# Orchestina maureen
Orchestina maureen là một loài nhện trong họ Oonopidae.
Loài này thuộc chi Orchestina. Orchestina maureen được Michael Saaristo miêu tả năm 2001.